# Alfred Stieglitz
Alfred Stieglitz (født 1. januar 1864 i Hoboken, New Jersey, død 13. juli 1946 i New York) var en amerikansk fotograf, galleriejer og mæcen.

## Liv og virke
Alfred Stieglitz var en af de vigtigste personer der for den amerikanske offentlighed præsenterede den indflydelse som den europæiske avantgarde havde på amerikansk kunst. Dertil benyttede han sin virksomhed som udgiver af tidsskriftet Camera Work, som han brugte til at fremme og legitimere fotografi som kunstform. Derudover var han leder af det berømte galleri 291 (efter galleriets adresse: 291, Fifth Avenue) og senere af Intimate Gallery og An American Place. I tidsskriftet og i gallerierne præsenterede han mange af de bedste fotografier i tiden. Derudover har Stieglitz fortjent en plads som en af de vigtigste kunstnere i det 20. århundrede.
Alfred Stieglitz blev født i Hoboken, New Jersey som første søn af den tysk-jødiske indvandrer Edward Stieglitz (1833-1909) og Hedwig Ann Werner (1845-1922). Han studerede maskinbygning i Berlin og var allerede i studietiden optaget af fotografi. 1880 gennemrejste han Europa og fotograferede mange steder. Som 24-årig modtog han førsteprisen i en engelsk fotokonkurrence med blandt andet Peter Henry Emerson i juryen. Det var den første af ca. 150 medaljer han i alt skulle modtage.
1889 tog Stieglitz til New York, hvor han begyndte at gøre sit arbejde tilgængeligt for et større publikum, at skrive om fotografi og blev optaget som æresmedlem af fællesskabet The Linked Ring, en sammenslutning etableret i London 1892, der havde forpligtet sig på at udvikle fotografi i kunstnerisk retning. Hans første værker var især influeret af pictorialismen, som man kendte den fra Frankrig og England.
1893 giftede han sig med den ni år yngre bryggeriarving Emmeline Obermeyer (1873-1953); 1897 fik de datteren Katherine (Kitty). Konens og hans forældres formuer gjorde det muligt for Stieglitz at leve uden at bekymre sig om underhold.

### Photo-Secession
1902 grundlagde Alfred Stieglitz Photo-Secession med forbillede i The Linked Ring fra London og åbnede sit første galleri. I sine første egne værker afstod han snart fra enhver form for manipulation som for eksempel retouchering og fotograferede derfor i stedet hyppigt i regn, tåge eller sne for at opnå de ønskede bløde konturer og virkninger og for at vise, at det rigtige syn var det vigtige, snarere end blot udrustning og ydre betingelser. Hans mest kendte billeder fra denne tid er vel The Terminal (1892), Winter on Fifth Avenue (1893) og Flatiron Building (1902/1903). For at tage Winter on Fifth Avenue opholdt han sig efter eget udsagn mere end tre timer i bidende kulde på gaden, hvor han ventede på det rette øjeblik. I Flatiron Building så han et sindbillede på det opadstræbende Amerika, der netop da befandt sig i et opbrud der ikke kunne gå sporløst forbi kunsten.

### Camera Work og galleriet 291
Kvartalstidsskriftet Camera Work eksisterede til 1917 og indeholdt foruden fotografier også kritik og reproduktioner af avantgardistiske kunstnere. Fra 1908 udstillede Stieglitz i sit galleri 291 med kunstnere som Georgia O'Keeffe, Matisse, Cézanne, Rodin, Braque, Hartley, John Marin og Arthur Dove. Stieglitz bad O'Keeffe om at stå model for sig til fotografier med hende som motiv. Der udviklede sig et kærlighedsforhold mellem dem, og Stieglitz blev 1918 skilt fra Emmeline Obermeyer efter 24 års ægteskab. De blev gift 1924, og forholdet varede til 1929. Mellem 1918 og 1937 lavede Stieglitz over 300 fotografier med O'Keeffe som motiv.
Fra 1922 fotograferede Stieglitz hyppigt skyformationer som han betegnede "Equivalents" og anså for sindbilleder på sin livsfilosofi.

### Senere gallerier
Efter lukningen af galleriet 291 og tidsskriftet Camera Work åbnede Stieglitz Intimate Gallery (1925-1929) og An American Place (1929-1946), hvor der især blev udstillet malerier, skulpturer og grafik. Hans senere værk omfatter foruden andre arbejder mange studier af Georgie O'Keeffe (han fotograferede hende fra over 900 forskellige perspektiver) samt motiver fra New York.
Den gruppe intellektuelle, der i første fjerdedel af 1900-tallet havde samlet sig omkring ham, fik afgørende indflydelse på den kunstneriske udvikling i Amerika og blev 1913 kendt gennem udstillingen Armory Show i New York. Stieglitz' arbejder inspirerede også forfattere som William Carlos Williams, der beskæftigede sig med præcisionisme og personligt kendte Stieglitz. Således rakte på den tid kunstnere fra den visuelle verden hånden til litteraturens folk, og de var som kun sjældnest senere forenet i det væsentlige.
| - Galleri - The Hand of Man, 1902 - Katherine, 1905 - Miss S.R., 1905 - "The Dirigible", (luftskib) 1910 - Old and New New York, 1910 - Snapshot: Paris, 1911 (en af to med samme titel) - Snapshot: Paris, 1911 (en af to med samme titel) - Ellen Koeniger, Lake George, 1916. - Georgia O'Keeffe, Hands, 1918 |